# Chwałowice (Basse-Silésie)
Pour les articles homonymes, voir Chwałowice.
Chwałowice est un village polonais situé dans la gmina de Jelcz-Laskowice, dans le powiat d'Oława, en voïvodie de Basse-Silésie. Le village compte environ 200 habitants.

## Géographie
Chwałowice est situé à environ 15 kilomètres au sud-ouest de Wrocław, la capitale régionale. Le village est entouré de champs et de forêts.

## Histoire
La première mention de Chwałowice remonte à 1295. Le village a appartenu à plusieurs familles nobles au cours des siècles. En 1742, il est passé sous le contrôle du royaume de Prusse. Après la Seconde Guerre mondiale, Chwałowice a été intégré à la Pologne.